# Cisto nasolabial
Conhecido também como Cisto nasoalveolar, Cisto de Klestadt, cisto raro que ocorre no lábio superior, lateral a linha média.

## Características clínicas
Aumento de volume do lábio superior lateral a linha média e elevação da asa do nariz.
Pode causar obstrução nasal e dificuldade de adaptação de prótese. Dor rara ou somente quando infectado secundariamente. Pode romper e drenar na cavidade nasal ou oral.

## Freqüência
Mulheres adultas (40 a 50 anos).

## Tratamento
Remoção cirúrgica.